# Agomadaranus fasciatus
Agomadaranus fasciatus es una especie de coleóptero de la familia Attelabidae.

## Distribución geográfica
Habita en China y Vietnam.